# Puerto Rico (Meta)

bandeira do município

Puerto Rico é um município da Colômbia, localizado no departamento de Meta.